# HD101968
HD101968 — хімічно пекулярна зоря спектрального класу A0, що має видиму зоряну величину в смузі V приблизно  7,9.
Вона  розташована на відстані близько 751,5 світлових років від Сонця.